# William Millward
William Millward (* 30. Juni 1822 in Philadelphia, Pennsylvania; † 28. November 1871 in Kirkwood, Delaware) war ein US-amerikanischer Politiker. Zwischen 1855 und 1857 sowie nochmals von 1859 bis 1861 vertrat er den Bundesstaat Pennsylvania im US-Repräsentantenhaus.

## Werdegang
William Millward besuchte die öffentlichen Schulen seiner Heimat und arbeitete danach in der Lederverarbeitung. Politisch war er zunächst Mitglied der kurzlebigen Opposition Party. Danach wurde er Mitglied der 1854 gegründeten Republikanischen Partei. Bei den Kongresswahlen des Jahres 1854 wurde er als Kandidat der Opposition Party im dritten Wahlbezirk von Pennsylvania in das US-Repräsentantenhaus in Washington, D.C. gewählt, wo er am 4. März 1855 die Nachfolge des Demokraten John Robbins antrat. Da er im Jahr 1856 nicht bestätigt wurde, konnte er bis zum 3. März 1857 zunächst nur eine Legislaturperiode im Kongress absolvieren. Diese war von den Ereignissen im Vorfeld des Bürgerkrieges geprägt.
Im Jahr 1858 wurde William Millward als Republikaner im vierten Distrikt seines Staates erneut in den Kongress gewählt, wo er am 4. März 1859 Henry Myer Phillips ablöste. Bis zum 3. März 1861 konnte er eine weitere Amtszeit als Kongressabgeordneter verbringen, die von den Ereignissen des unmittelbar bevorstehenden Bürgerkrieges bestimmt war. Während dieser Zeit war Millward Vorsitzender des Patentausschusses.
Zwischen 1861 und 1865 war Millward US Marshal für den östlichen Teil des Staates Pennsylvania. Im Jahr 1866 wurde er zum Direktor der United States Mint ernannt. Da diese Berufung nicht vom US-Senat bestätigt wurde, musste er sein Amt nach sechs Monaten wieder abgeben. Er starb am 28. November 1871 in Kirkwood und wurde in Philadelphia beigesetzt.